# Sponsor City
Sponsor City è stato un programma televisivo italiano estivo di Rete 4, trasmesso dal 3 maggio al 26 luglio 1984, il giovedì sera alle 20:40 per 13 puntate, con la regia di Eros Macchi poi sostituito da Cesare Gigli.

## Il programma
Il varietà, dall'impronta dinamica, è una sorta di connubio tra varietà, pubblicità e sitcom dove, secondo una logica di flusso, sulla falsariga di programmi contemporanei come Risatissima, Beauty Center Show e Drive In, (prendendo come modello il celebre Non stop, sebbene senza sponsor e balletti) numeri si susseguono tra gag, scenette comiche, balletti, parodie sugli spot pubblicitari ed ospiti in studio.
Le vicende del programma si svolgono all'interno di una grande agenzia pubblicitaria, in cui Gianni Agus interpreta il "capo", Lory Del Santo interpreta la parte della "segretaria particolare", Diego Abatantuono interpreta il fidanzato della figlia del capo, Giorgio Bracardi interpreta il ruolo del creativo isterico, Bombolo ed Enzo Cannavale interpretano una coppia di confusionari attori di inserti pubblicitari, Laura D'Angelo interpreta una soubrette tipo Wanda Osiris ed un giovane Fabio Fazio si propone come imitatore.
Del cast hanno fatto parte anche Celeste che ha cantato la sigla iniziale, Marina Perzy, Guido Crepax, Rosa Fumetto (interprete del personaggio di Valentina, ideato da Crepax che alcuni anni dopo verrà trasposto in una serie televisiva omonima trasmessa da Italia 1) ed una giovanissima Lorella Cuccarini al suo debutto televisivo come ballerina di fila.
Fu l'ultimo programma televisivo realizzato dalla Rete 4 mondadoriana, che infatti il 27 agosto di quello stesso anno fu acquisita dalla Fininvest, diventando così la terza rete televisiva del gruppo.